# Zosterop kikuiu
El zosterop kikuiu (Zosterops kikuyuensis) és un ocell de la família dels zosteròpids (Zosteropidae).

## Hàbitat i distribució
Viu a la selva pluvial de les muntanyes Aberdare i el mont Kenya, a Kenya central.